# Micropterix trinacriella
Micropterix trinacriella is een vlinder uit de familie  van de oermotten (Micropterigidae). De wetenschappelijke naam van de soort is voor het eerst geldig gepubliceerd door M.A. Kurz, Zeller-Lukashort en M.E. Kurz in 1997.

## Verspreiding en leefgebied
De soort komt voor in Europa.